# Christian Wanninger
Christian Reinhold Wanninger (* 12. September 1981 in Ingolstadt) ist ein ehemaliger deutscher Skirennläufer. Er startete in den Disziplinen Slalom und Riesenslalom. In seiner Karriere, die mehrfach durch Verletzungen unterbrochen wurde, erreichte er zweimal den zweiten Platz bei Deutschen Meisterschaften, zwei Top-10-Resultate im Europacup und mehrere Siege in FIS-Rennen. Im Weltcup blieb er bei seinen fünf Starts jedoch ohne Punkte. Im Februar 2003 nahm Wanninger an den Weltmeisterschaften in St. Moritz teil. Seit 2008 ist er als Trainer tätig.

## Karriere
Wanninger bestritt im Dezember 1996 seine ersten FIS-Rennen. Im Januar 1999 erreichte er in den Riesenslaloms von Flumserberg und Garmisch-Partenkirchen die ersten Podestplätze und im Februar desselben Jahres nahm er erstmals an einem Europacuprennen teil. Er startet im Riesenslalom auch bei den Juniorenweltmeisterschaften 1999, fiel dabei aber im zweiten Durchgang aus.
Nach einer Verletzung im Januar 2000 musste Wanninger knapp ein Jahr pausieren. Bei den Juniorenweltmeisterschaften 2001 belegte er mit 3,65 Sekunden Rückstand den 33. Platz im Riesenslalom. Im Januar 2002 feierte er in den beiden Slaloms von Berchtesgaden seine ersten Siege in FIS-Rennen. Kurz danach holte er mit Platz 29 im Riesenslalom von Oberjoch die ersten Punkte im Europacup und am 3. Februar 2002 durfte er erstmals im Weltcup starten. Im Riesenslalom von St. Moritz scheiterte er aber klar an der Qualifikation für den zweiten Durchgang. In der Saison 2002/03 gelang ihm mit mehreren Top-10-Ergebnissen in FIS-Rennen und einem 14. Platz im Europacup-Riesenslalom von Hermagor die Qualifikation für die Weltmeisterschaften 2003 in St. Moritz, wo er im Riesenslalom mit 7,56 Sekunden Rückstand auf den Sieger Bode Miller unmittelbar vor seinem Teamkollegen Felix Neureuther den 34. Platz belegte und nach einem Ausfall von Andreas Ertl immerhin bester Deutscher wurde.
Am 30. September 2003 erlitt Wanninger beim Training am Pitztaler Gletscher einen Kreuzbandriss im linken Knie, weshalb er im gesamten nächsten Winter an keinen Rennen teilnehmen konnte. Zu Beginn der Saison 2004/05 bestritt er in Sölden sein zweites Weltcuprennen, fiel aber nach einem Torfehler im ersten Durchgang aus. Im Dezember 2004 folgte die nächste schwere Verletzung, weshalb er wiederum fast ein Jahr pausieren musste und erst im Dezember 2005 wieder ins Wettkampfgeschehen zurückkehrte. Anfang Februar 2006 gelang ihm der erste Sieg in einem FIS-Rennen seit vier Jahren und kurz danach erreichte er mit Platz 13 im Riesenslalom von La Molina sein bis dahin bestes Europacupergebnis. Am 25. Februar 2007 kam Wanninger im Riesenslalom von Garmisch-Partenkirchen zu seinem dritten Weltcupeinsatz, aber wieder schied er nach einem Torfehler im ersten Lauf aus. Im März 2007 wurde er hinter Daniel Fischer Deutscher Vizemeister im Riesenslalom.
In der Saison 2007/08 erzielte Wanninger seine ersten und einzigen Top-10-Ergebnisse im Europacup. Zu Saisonbeginn belegte er den achten Platz im Indoor-Slalom von Landgraaf und im Februar erreichte er Rang sieben im Slalom von Garmisch-Partenkirchen. Im Weltcup kam er in diesem Winter zu zwei Einsätzen. Während er im Januar beim Slalom in Wengen die Qualifikation für den zweiten Durchgang verpasste, konnte er sich am 9. Februar 2008 im Slalom von Garmisch-Partenkirchen als 30. des ersten Durchganges erstmals für den zweiten Lauf qualifizieren. Im zweiten Durchgang verlor er aber nach einem schweren Fehler über eine halbe Minute, weshalb er das Rennen nur an 27. und zugleich letzter Stelle beendete und aufgrund des großen Zeitrückstandes keine Weltcuppunkte erhielt. Seinen letzten Erfolg erzielte Wanninger bei den Deutschen Meisterschaften im März 2008, als er hinter Felix Neureuther Deutscher Vizemeister im Slalom wurde. Im Dezember 2008 gab er seinen Rücktritt vom aktiven Skirennsport bekannt und er übernahm erste Trainertätigkeiten. Derzeit (2010) trainiert er den Landeskader Herren Oberland.

## Sportliche Erfolge

### Weltmeisterschaften
- St. Moritz 2003: 34. Riesenslalom

### Juniorenweltmeisterschaften
- Verbier 2001: 33. Riesenslalom

### Weltcup
- 1 Platzierung unter den besten 30, aber keine Weltcuppunkte

### Weitere Erfolge
- Deutscher Vizemeister im Riesenslalom 2007 und im Slalom 2008
- 2 Top-10-Ergebnisse im Europacup
- 9 Siege in FIS-Rennen (5× Slalom und 4× Riesenslalom)